# Synagelides lehtineni
Synagelides lehtineni là một loài nhện trong họ Salticidae.
Loài này thuộc chi Synagelides. Synagelides lehtineni được Dmitri Viktorovich Logunov & Hereward miêu tả năm 2006.